# Елмо Генрікссон
Елмо Вейкко Оскарі Генрікссон (фін. Elmo Veikko Oskari Henriksson, нар. 10 березня 2003, Кіркконуммі, Фінляндія) — фінський футболіст, воротар клубу ГІК.
На правах оренди грає в іспанському клубі «Спортінг» (Хіхон).

## Ігрова кар'єра

### Клубна
Перші кроки у футболі Генрікссон робив у своєму рідному місті Кіркконуммі. У 2016 році молодий футболіст приєднався до академії столичного клубу ГІК. З яким у жовтні 2020 року підписав свій перший професійний контракт на три роки. Протягом сезонів 2020 і 2021 років воротар грав за фарм-клуб ГІКа — «Клубі 04».
Наступні два сезони воротар грав в оренді в клубі Вейккаусліги «Марієгамн», у складі якого і дебютував на професійному рівні. У листопаді 2022 року Генрікссон продовжив контракт з ГІКом до 2024 року.
Сезон 2024 року Генрікссон почав як гравець столичного ГІКа. Перший його матч в основі відбувся у лютому в поєдинку Кубка ліги. 4 травня 2024 року воротар провів перший матч в чемпіонаті країни. 11 липня контракт гравця з клубом було продовжено до 2025 року  і одночасно він був відданий в оренду до клубу іспанської Сегунди «Спортінг» (Хіхон). Першу гру в Іспанії Генрікссон провів 29 вересня у дублюючому складі «Спортінга».

### Збірна
Елмо Генрікссон грав за юнацькі та молодіжну збірну Фінляндії.
У січні 2023 року воротар вперше отримав виклик до національної збірної Фінляндії на товариські матчі, але на поле того разу не виходив.